# Mötz
Mötz je obec v Rakousku ve spolkové zemi Tyrolsko v okrese Imst.
Žije zde přibližně 1 300 obyvatel.

## Poloha
Mötz leží v údolí řeky Inn (Oberinntal) mezi městy Imst a Telfs. Je položeno na sever od řeky Inn podél řeky Klammbach pod východním úbočím hory Grünbrerg (1497 m n. m.). Z Mötz vede silnice na náhorní plošinu Mieming. V posledních desetiletích se zvýšil počet obyvatel vlivem imigrace.
Obec má rozlohu 5,9 km², z toho 13 % je zemědělská půda, 4,7 % jsou zahrady a 72 % připadá na lesy. Z celé plochy území je 32 % osídleno.

### Sousední obce
| Obsteig |  | Mieming |
|         |  |         |
| Silz    |  | Stams   |

## Historie
Údajná první písemná zmínka v listině Jindřicha Lva z roku 1166, kde je obec uváděna jako Mezzis, je však považována za vědecký podvrh z 19. století. V roce 1283 je lokalita uvedena v latinsky psané darovací listině jako villa quae dicit Mets (osada zvaná Mets). V inntálské daňové knize z roku 1312 je Metsch uváděn jako poddanské městečko petersberského dvora. Název se zapisuje s o nebo ö až v 16. století.
Název pravděpodobně pochází ze starověkého pomístního jména *makia (mokřad).
Mötz byl původně součástí obce Mieming, samostatnou obcí se stal až v roce 1959.

V Mötz byl v roce 1290 most přes řeku Inn, Mötz byl významnou křižovatkou cest a říční dopravy.

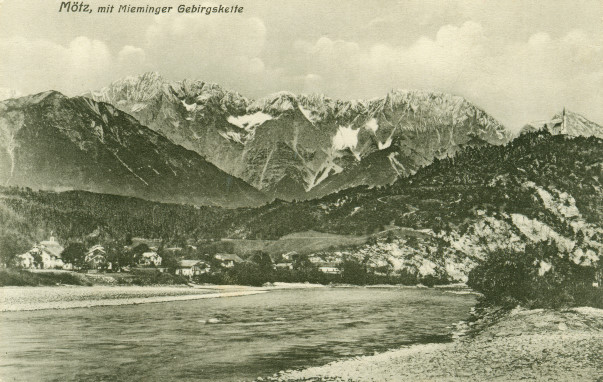
Mötz v roce 1915

## Populace
| Historie populace | Historie populace | Historie populace |
| ----------------- | ----------------- | ----------------- |
| rok               | počet obyvatel    | ±%                |
| 1869              | 466               | –                 |
| 1880              | 470               | +0.9%             |
| 1890              | 442               | −6.0%             |
| 1900              | 428               | −3.2%             |
| 1910              | 435               | +1.6%             |
| 1923              | 412               | −5.3%             |
| 1934              | 499               | +21.1%            |
| 1939              | 494               | −1.0%             |
| 1951              | 635               | +28.5%            |
| 1961              | 668               | +5.2%             |
| 1971              | 688               | +3.0%             |
| 1981              | 922               | +34.0%            |
| 1991              | 1 070             | +16.1%            |
| 2001              | 1 172             | +9.5%             |
| 2011              | 1 236             | +5.5%             |

## Znak
Blason: Štít dělený zlatě a modře, v horní polovině štítu část černého voru spojeného ze čtyř kmenů, vyčnívajících z horního okraje štítu.
Obecní znak, udělený v roce 1973, naznačuje pomocí voru a modrého pole, že Mötz byl výchozím bodem splavnění Innu až do Hallu.